# Galléguisme
 (mai 2011).
Si vous disposez d'ouvrages ou d'articles de référence ou si vous connaissez des sites web de qualité traitant du thème abordé ici, merci de compléter l'article en donnant les références utiles à sa vérifiabilité et en les liant à la section « Notes et références ».

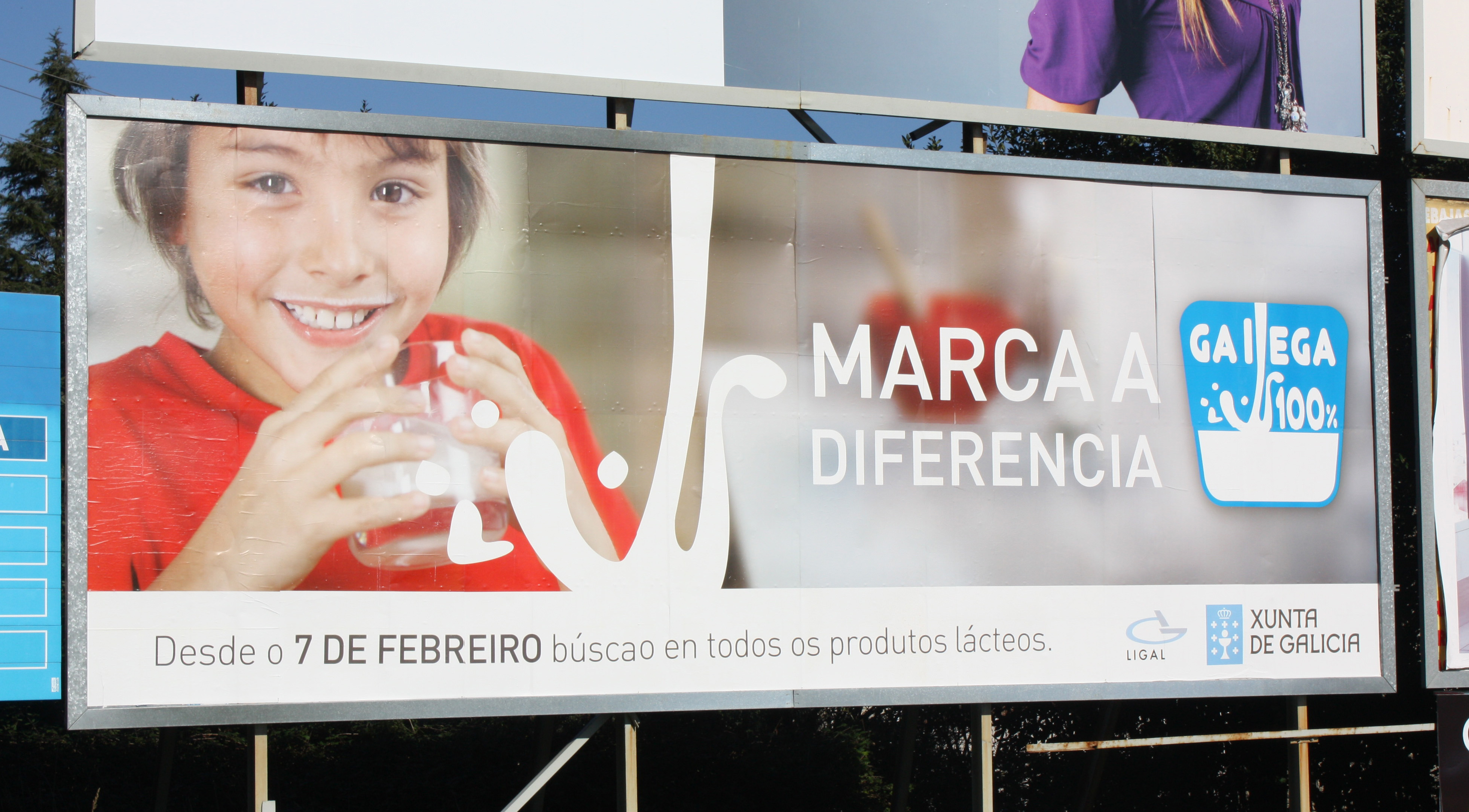
Panneau publicitaire en galicien de 2011 du gouvernement autonome de Galice pour promouvoir le label « Galega 100% » (100 % galicien) pour le lait et les produits laitiers de Galice

Le galléguisme (galeguismo en galicien) est souvent synonyme de nationalisme galicien, toutefois il recoupe plusieurs réalités historiques en Galice depuis la renaissance du prestige littéraire de la langue au XIXe siècle.
Le galléguisme recoupe en premier lieu les mouvements précurseurs du nationalisme galicien : le « provincialisme galicien » (1840 - 1865), le « fédéralisme galicien » (1865-1875) et le « régionalisme galicien » (1875 - début du XXe siècle).
Par la suite, le galléguisme s'exprime dans des partis politiques de tendances très diverses qui reconnaissent dans leurs valeurs une identité galicienne, et c'est ainsi que sont galléguistes des partis nationalistes, indépendantistes régionalistes, des partis centristes et même des partis sans revendications institutionnelles. Aujourd'hui le galléguisme couvre un éventail politique de l'extrême droite à l'extrême gauche qui y vient tardivement. Il est essentiellement incarné par des personnalités comme Manuel Lugrís Freire (es), Celso Emilio Ferreiro,Antón Villar Ponte, Castelao, Ramón Piñeiro, etc. Le galléguisme s'exprime aussi dans la société contemporaine par l'activité de bon nombre d'institutions tant publiques que privées.
Le terme galléguisme se différencie du concept nationalisme surtout lorsqu'il est question de la langue de la Galice, communauté autonome du royaume d'Espagne . Effectivement les locuteurs de la langue résistent d'une part au galicien normé, car il apparait comme superficiel face aux variétés des parlers locaux, et ils ne peuvent pas non plus se reconnaître dans la proposition réintégrationniste aux dires mêmes de Ricardo Carvalho Calero, la différence de prononciation entre le galicien et le portugais est un handicap majeur.
Le galléguisme ne doit pas être confondu avec le « pangalléguisme », en galicien pangaleguismo, terme utilisé en 1918 par Antón Vilar Ponte (es), repris par la suite et qui exprime la défense des formes et des valeurs de la conscience d'un civisme et d'une culture propres à la Galice, dans et hors du territoire de la Galice. D'autres termes proches du galléguisme le recoupent avec des sens particuliers : la galaicidade ou galeguidade, la galusofonía. La galeguidade exprime depuis la fin du XXe siècle la conscience d'une identité galicienne, sans aucune connotation d'appartenance politique.

## Histoire
Le galléguisme, courant idéologique d'un sentiment national apparait vers le milieu du XIXe siècle, dans le contexte européen du romantisme et du positivisme. Au début, fait d'intellectuels, qui accordent à l'histoire la primauté pour identifier une nation comme Manuel Murguia, ensuite la langue galicienne passera au premier plan avec les Confréries de langue (Irmandades da Fala), son expression politique apparait sous la IIe République. L'histoire de la Galice basée sur une méthodologie historique moderne et celle basée sur l'historiographie traditionnelle va nourrir et développer une identité ethnique la « galéicité » (galeguidade). La galeguidade devient la base d'une conscience identificatrice qui va perdurer, se développer et après la transition démocratique va devenir une revendication régionaliste de fait. À tel point que l'Alianza Popular (devenue Partido Popular en 1989) lorsqu'elle a dirigé le gouvernement autonome de Galice avec Fraga, a contribué à la restauration du prestige social du galicien.

## Le provincialisme
On appelle provincialisme un mouvement politique, avec des événements insurrectionnels, des années 1840, dont l'objectif était de récupérer le maintien de l'unité administrative et économique de la Galice. Unité perdue en 1833, lorsque formellement le royaume de Galice disparu par la division du territoire de l'Espagne en provinces. Sur le plan littéraire, ce mouvement fut accompagné du Rexurdimento.

## Les Confréries de la Langue (Irmandades da Fala)
Les Confréries de la Langue (Irmandades da Fala) est une organisation d'activités politiques et culturelles qui a existé de 1916 jusqu'en 1931.
Le terme de galléguisme est utilisé à partir de la constitution de la première Irmandade da Fala (es) en 1916 à La Corogne. Les Irmandades étaient une organisation à laquelle prenaient part la petite bourgeoisie et les intellectuels, créée à l'initiative essentiellement de Antón Vilar Ponte (es) dont les objectifs comprenaient entre autres, l'autonomie de la Galice. L'organisation des Irmandades est le premier mouvement à assumer le monolinguisme en galicien, et non un parti politique ; toutefois ce mouvement regroupe ses objectifs avec ceux des partis politiques.
La revendication de base de ce mouvement était la langue galicienne, les Irmandades centraient leur activité presque exclusivement sur la conquête d'un statut de la langue galicienne. Au cours de la décennie suivante le galléguisme se scinde en deux courants : d'une part le courant républicain autonomiste de l'ORGA, conduit par Santiago Casares Quiroga et Antón Vilar Ponte lui-même, fondé à La Corogne en 1929 (l'ORGA sera intégrée pendant la Seconde République dans la Gauche républicaine de Manuel Azaña), et d'autre part le courant nationaliste, autour du Parti galléguiste de Castelao, fondé en 1931 et en incluant de nombreux militants provenant de l'ORGA, comme Antón Vilar Ponte. L'ORGA était partie prenante de l'Accord de Saint-Sébastien (1930).

## Éclosion politique: un parti politique galléguiste
Avec l'avènement de la Seconde République, en 1931, plusieurs bases et avant-projets d'un statut d'autonomie ont été rédigés, la proposition définitive a été approuvée en décembre 1932 par l'Assemblée municipale de Saint-Jacques-de-Compostelle. Le projet de statut d'autonomie a été approuvé par référendum le 28 juin 1936 et par les cortès espagnoles en 1937, trois semaines avant le déclenchement de la guerre d'Espagne. Dès les premiers jours de la guerre civile, la Galice est tombée entre les mains des insurgés, de ce fait le statut n'a jamais été appliqué. Beaucoup de galléguistes se sont exilés pour fuir la répression franquiste.

## Le galléguisme sous la dictature franquiste
Pendant la dictature franquiste, quelques intellectuels ont maintenu le galléguisme dans l'exil. La fondation de Galaxia Éditoriale en 1950 à Saint-Jacques-de-Compostelle a été un des faits les plus significatifs de la survie du galléguisme. Les nouveaux partis ont intégré la pensée marxiste et préfèrent la dénomination de "nationalistes", et adoptent l'estreleira (es) (bannière étoilée) comme drapeau nationaliste galicien.

## La transition démocratique
Avec la chute du franquisme, le galléguisme se réactive et les forces politiques majoritaires de la Galice s'identifient au galléguisme.

## Legalléguismedans la société contemporaine
Les institutions publiques et des entités privées (associations, fondations...) organisent des activités pour préserver la culture et la langue galicienne.
La Journée des lettres galiciennes de 2009 rend hommage à Ramón Piñeiro (1915-1990), une des figures historiques du galléguisme du XXe siècle et théoricien du galeguismo difuso (galléguisme diffus) : « A maioría de idade política de Galicia ten que consistir mesmamente en que deixe de existir un partido galeguista para que fosen galeguistas todos os partidos democráticos. » (La maturité de la politique en Galice doit se traduire expressément par le fait qu'il n'y ait plus de parti galléguiste, mais que tous les partis démocratiques soient galléguistes.)

### Distinctions
Le prix Trasalba récompense chaque année des personnalités qui se sont distinguées dans la défense de la langue et de la culture galiciennes.

### Enseignement
Le réseau public A galiña azul, écoles de la petite enfance (de 3 mois à 3 ans) pratique le monolinguisme.